# Beočin
Beočin (izvirno srbsko Беочин) je naselje v Srbiji, ki je središče istoimenske občine; slednja pa je del Južnobačkega upravnega okraja.

## Demografija
V naselju živi 6221 polnoletnih prebivalcev, pri čemer je njihova povprečna starost 37,3 let (35,7 pri moških in 38,8 pri ženskah). Naselje ima 2774 gospodinjstev, pri čemer je povprečno število članov na gospodinjstvo 2,90.
Prebivalstvo je večinoma nehomogeno, a v času zadnjih 3 popisov je opazen porast števila prebivalcev.
|  |

| Demografija | Demografija     | Demografija     |
| Leto        | Št. prebivalcev | Št. prebivalcev |
| ----------- | --------------- | --------------- |
|             |                 |                 |
|             |                 |                 |
|             |                 |                 |
|             |                 |                 |
| 1948        | 3639            |                 |
| 1953        | 4082            |                 |
| 1961        | 5145            |                 |
| 1971        | 6563            |                 |
| 1981        | 7298            |                 |
| 1991        | 7873            | 7757            |
| 2002        | 8297            | 8058            |
|             |                 |                 |

| Etnična sestava po popisu iz leta 2002 | Etnična sestava po popisu iz leta 2002 | Etnična sestava po popisu iz leta 2002 | Etnična sestava po popisu iz leta 2002 | Etnična sestava po popisu iz leta 2002 |
| -------------------------------------- | -------------------------------------- | -------------------------------------- | -------------------------------------- | -------------------------------------- |
| Srbi                                   | Srbi                                   |                                        | 4.695                                  | 58,26%                                 |
| Romi                                   | Romi                                   |                                        | 1.019                                  | 12,64%                                 |
| Jugoslovani                            | Jugoslovani                            |                                        | 693                                    | 8,60%                                  |
| Hrvati                                 | Hrvati                                 |                                        | 507                                    | 6,29%                                  |
| Madžari                                | Madžari                                |                                        | 182                                    | 2,25%                                  |
| Slovaki                                | Slovaki                                |                                        | 96                                     | 1,19%                                  |
| Slovenci                               | Slovenci                               |                                        | 75                                     | 0,93%                                  |
| Črnogorci                              | Črnogorci                              |                                        | 56                                     | 0,69%                                  |
| Rusini                                 | Rusini                                 |                                        | 25                                     | 0,31%                                  |
| Nemci                                  | Nemci                                  |                                        | 24                                     | 0,29%                                  |
| Muslimani                              | Muslimani                              |                                        | 21                                     | 0,26%                                  |
| Makedonci                              | Makedonci                              |                                        | 19                                     | 0,23%                                  |
| Albanci                                | Albanci                                |                                        | 16                                     | 0,19%                                  |
| Romuni                                 | Romuni                                 |                                        | 8                                      | 0,09%                                  |
| Čehi                                   | Čehi                                   |                                        | 5                                      | 0,06%                                  |
| Bošnjaki                               | Bošnjaki                               |                                        | 3                                      | 0,03%                                  |
| Rusi                                   | Rusi                                   |                                        | 2                                      | 0,02%                                  |
| Bolgari                                | Bolgari                                |                                        | 1                                      | 0,01%                                  |
| Neznano                                | Neznano                                |                                        | 53                                     | 0,65%                                  |